# Olivier Edmond
Olivier Edmond (Parijs, 29 januari 1970 is een golfprofessional uit Frankrijk.

## Amateur
In 1990 wint hij het Frans Amateur en de Brabazon Trophy, waar hij de eerste plaats moet delen met Gary Evans.

### Gewonnen
- 1990: Frans amateurkampioenschap, Brabazon Trophy samen met Gary Evans

### Teams
- Eisenhower Trophy

## Professional
In 1990 werd Edmond professional. Hij speelde op de Europese Challenge Tour totdat hij in 1997 eindelijk via de Tourschool een kaart voor de Europese PGA Tour behaalde. In 1998 werd hij Rookie van het Jaar.

### Gewonnen
Challenge Tour
- 1997: BPGT Challenge

Europese Tour
- 1998: Rookie of the Year Award